# Амалия Батиста
Ама́лия Бати́ста (исп. Amalia Batista) — мексиканская 265-серийная мелодрама с элементами драмы 1983 года производства телекомпании Televisa.

## Сюжет
Амалия Батиста — молодая женщина, которая провела большую часть своей жизни в тюрьме за убийство своего собственного супруга, который постоянно преследовал её. Убийство она совершила превысив самооборону. К счастью для неё, благодаря адвокату Хосе Роберто Коваррубиасу, она наконец, освободилась с намерением вернуть своих двух дочерей Летисию и Рейну. Девочки были на попечении своих бабушек и дедушек по отцовской линии, Доньи Аны Мерседес и Дона Даниэля, которые ненавидят Амалию и не думают позволить своей невестке вернуть своих дочерей.
После освобождения из тюрьмы Амалия переходит в скромный дом в бедном районе и начинает искать работу. Случайно, Амалия находит работу в качестве горничной в доме адвоката, Хосе Роберто Коваррубиаса. Хосе Роберто женат на Маргарите, красивой женщине, которая страдает серьезной неизлечимой болезнью и хочет, чтобы её муж не был одинок после её смерти, поэтому он предлагает найти ему другую жену, и тот выбирает Амалию.
Чтобы не потерять работу, Амалия скрывает от Маргариты свое положение в качестве экс-заключенной, а также меняет свое имя на Лоренцу. Вскоре Амалия влюбляется в Хосе Роберто, и он в свою очередь также влюбляется в него. Однажды Амалия пытается убежать из дома, но решимость Маргариты сделать её «идеальной женой» заставляет её отказаться от задуманного.
Тем не менее, Донья Эсперанса, тетя Маргариты, обнаруживает, что Лоренца на самом деле является «убийцей» Амалии Батисты и сразу же отвергает её и упрекает Хосе Роберто в том, что помог убийце. Чтобы добавить оскорблений, вскоре после прибытия Ирма, двоюродная сестра Хосе Роберто, женщина расчётливая и жестокая, которая хочет жениться только на нём, когда он овдовеет. Донья Эсперанса сообщает Ирме обо всем, и она постоянно преследует Амалию с целью недопущения её близости с Хосе Роберто.
В то же время Амалия изо всех сил пытается приблизиться к своим дочерям, но Донья Ана Мерседес и Дон Даниэль по прежнему не позволяют ей этого сделать. Летисия, самая младшая из её дочерей, — доброжелательная девушка, а вот Рейна — наоборот, капризная девушка, которая выходит замуж без любви за молодого человека, который сначала обожает её, а затем презирает её. Амалия страдает из-за того, что её старшая дочь постоянно куда-то пропадает, и потому что она не может ей помочь.
Маргарита умирает от болезни, затем Донья Эсперанса выгнала Амалию из дома Коваррубиаса. Опираясь на Дону Эсперансу, Ирма намерена выйти замуж за Хосе Роберто, но он отвергает свою двоюродную сестру и выгоняет её из своего дома. Позже Хосе Роберто предложил Амалии руку и сердце, которая изначально отказывается, потому что она виновата в смерти Маргариты, но, наконец, признает, что любит его глубоко. И к их великой радости, бабушки и дедушки заключают с ней мир, когда они осознают, какое испытание выпало на долю Амалии.
Все, кажется, указывает на то, что ничто не может разрушить счастье Амалии, но несчастье возвращается в её жизнь, когда Хосе Роберто встречает Вивиану, легкомысленную и амбициозную вдову, которая убила своего мужа, с целью прибрать к рукам его наследство. Хосе Роберто попав под извращённую любовь Вивианы, разрушил брак с Амалией. Убитая горем Амалия находит утешение у Эстебана, кузена Хосе Роберто. Наконец, полиция вышла на след Вивианы, и она была задержана, но это не принесло Амалии счастья, ибо она и Хосе Роберто были разведены.
Амалия, бросив своих дочерей на произвол судьбы, начинает искать новую жизнь в джунглях Центральной Америки, чтобы работать в качестве волонтерской медсестры, бросив также на произвол судьбы Хосе Роберто, который погрузился в глубокую грусть и сожаление за поступок, что он натворил с Амалией.
В джунглях Амалия встречает молодого индийца Макарио, и оба безумно влюблены. После преодоления оставшихся невзгод Амалия и Макарио, наконец, поженились в соответствии с индийским обрядом и счастливы после этого.

## Создатели телесериала

### В ролях
- Сусана Досамантес — Амалия Батиста
- Рохелио Герра — адвокат Хосе Роберто Коваррубиас
- Роберто Бальестерос — Макарио
- Нурия Бахес — Маргарита де Коваррубиас
- Летисия Кальдерон — Летисия
- Летисия Пердигон — Рейна
- Алисия Родригес — Донья Ана Мерседес
- Армандо Кальво † — Дон Даниэль
- Грегорио Касаль — Аугусто
- Долорес Камарильо † — Пачита
- Мария Тереза Ривас † — Донья Эсперанса
- Инес Моралес — Ирма Коваррубиас
- Луис Урибе — Эстебан Коваррубиас
- Ада Карраско † — Петра
- Аурора Клавель — Адела
- Хосе Элиас Морено-мл — Хорхе
- Алисия Энсинас — Вивиана Дуран
- Конни де ла Мора — Диана
- Марибелья Гарсия — Марсела
- Магда Карина — Ирис
- Рубен Рохо † — Мануэль
- Марио Сауре — Хаймито
- Беатрис Орнелья — Сестра Мария
- Нубия Паласио — Эухения
- Хульета Монтьель — Серафина
- Альберто Гавира † — Хуанчо
- Патрисия Майерс — Роза Мария
- Марта Ресникофф — Урсула
- Хорхе дель Кампо — Маркос
- Вирхиния Гутьеррес — Клементина
- Моника Мигель — Матильда
- Маритса Оливарес — Жасмин
- Антонио Брильяс † — Доктор Брамбила
- Фернандо Чангеротти — любимый мужчина Летиции
- Оскар Санчес
- Кармен Белен Ричардсон
- Хакаранда Альфаро

### Административная группа
- оригинальный текст: Инес Родена
- либретто: Карлос Ромеро
- адаптация: Валерия Филлипс
- * ассистентка адапптации: Лусия Камен
- телевизионная версия: Мария Антониета Сааведра
- оригинальная тема заставки: Amalia Batista
- сценография: Кармен Равело
- начальница места съёмок: Ана Елена Наварро
- начальница производства: Анхельи Несма Медина
- координатор производства: Эухенио Кобо
- оператор-постановщик: Мануэль Руис Эспарса
- режиссёры-постановщики: Рафаэль Банкельс, Энрике Лисальде
- продюсер: Валентин Пимштейн

## Награды и премии

### TVyNovelas(1 из 4)
| Номинация                 | Персона              | Итоги премии |
| ------------------------- | -------------------- | ------------ |
| Лучшая теленовелла        | Валентин Пимштейн    | Номинация    |
| Лучший злодей             | Хосе Элиас Морено-мл | Номинация    |
| Лучшее женское откровение | Летисия Кальдерон    | Номинация    |
| Лучшая дебютантка         | Летисия Кальдерон    | Победа       |